# サラリア門

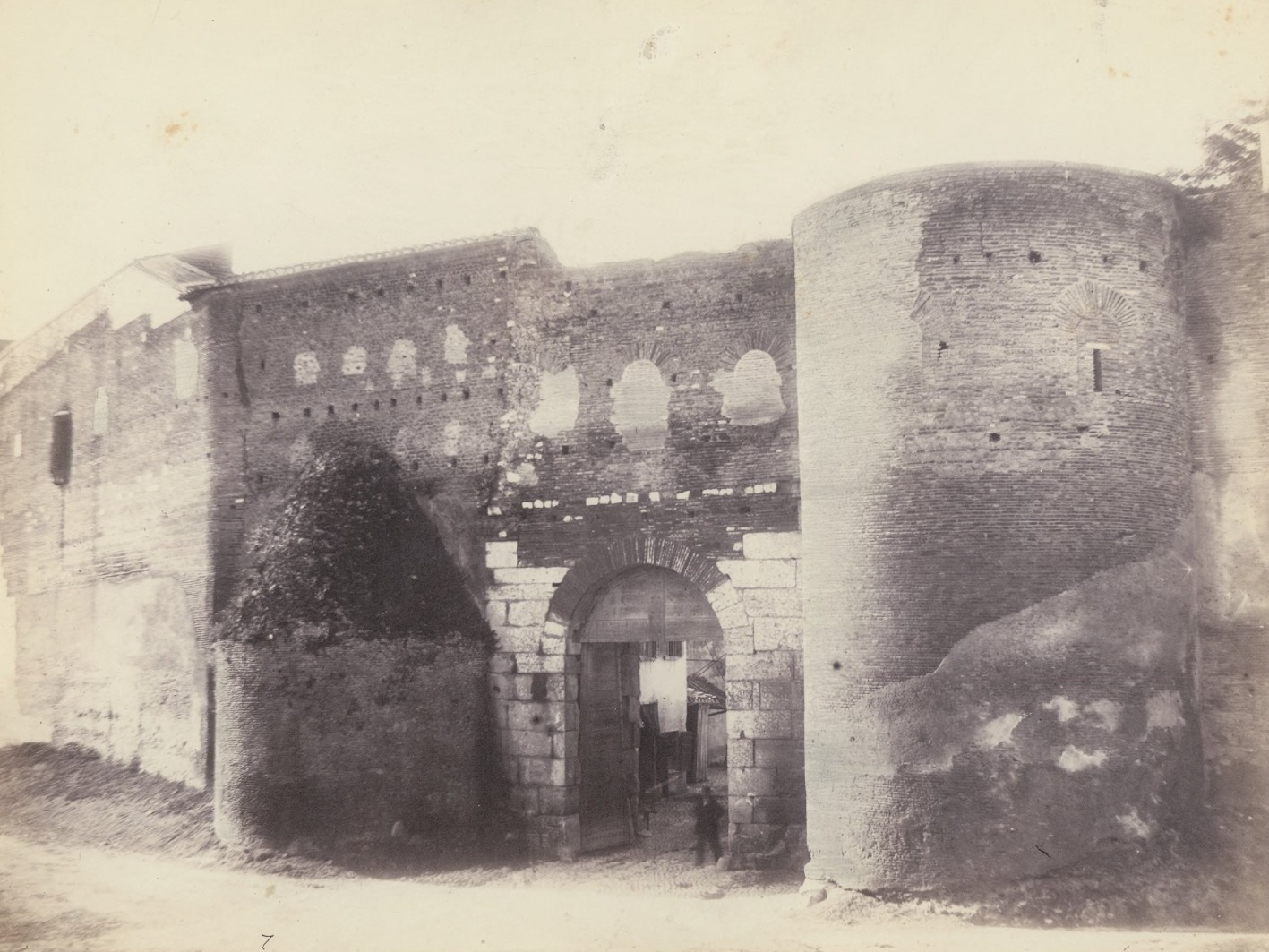
1871年の破壊される前のサラリア門

サラリア門（ラテン語: Porta Salaria）は、イタリア ローマの古代ローマ時代のアウレリアヌス城壁に設けられた城門である。1921年に取り壊され現存していない。
サラリア門は、紀元3世紀にローマ帝国第44代皇帝アウレリアヌスにより、都市ローマを取り囲むアウレリアヌス城壁と同時に造られる。ローマとカストゥルム・トゥルエンティウムを結ぶサラリア街道を通過させるために造られた門である。門の形式はアーチ型の通路が中央に1つと、両側に2本の円形の塔を持つものであった。サラリア門のすぐ内側にはサッルスティウス庭園があり、5世紀にはホノリウス帝によりアーチ門がオプス・ミクストゥム方式のローマン・コンクリートで補強され、アーチ開口の上には3つの窓が新たに造作された。
410年のローマ略奪で、西ゴート族の軍勢はこの門を通って市内に雪崩れ込んだ。また、ゴート戦争における537年から538年のローマ包囲戦で、東ローマ帝国の将軍ベリサリウスと東ゴート王国の王ウィティギスによる攻防は、サラリア門とカストロ・プレトリオ(英語版)がその舞台の一つであった。
中世、他の多くの門と同じくサラリア門に新たな（カトリック風の）名前は付けられず、この門の名称は引き続き使われつづけた。1870年9月20日、サラリア門とピア門の間でイタリア軍と教皇軍の間の戦闘が行われた（ローマ占領）。この時、イタリア軍の砲撃により門はダメージを受けたため、翌年取り壊され、1873年に再建されたが、道路の拡張のため1921年に撤去された。現在はフィウメ広場（Piazza Fiume）となっている。